# EPosthuset

ePosthuset er en internetbaseret selvbetjeningsservice, der tilbydes af Post Danmark. Der kan logges på ePosthuset med NemID eller med en særlig adgangskode til ePosthuset.
På ePosthuset kan man:
- Tilmelde sig modtagerflex - således at postbudet må stille pakker, når man ikke er hjemme.
- Tilmelde sig pakkeboksen - så man kan få sendt pakker direkte til en pakkeautomat.
- Tilmelde sig opbevaring af post - så posten opbevares på distributionscentret, fx mens man er på ferie.
- Tilmelde sig tidlig post - så post modtages inden kl. 10.
- Tilmelde sig reklamer nej tak - og ikke få tilsendt reklamer og/eller andre adresseløse forsendelser.
- Melde flytning af postadresse - for en selv og sin familie.
- Leje en postboks - hvor man kan få leveret post.
- Få adgang til e-Boks - hvor der kan modtages elektronisk post.
- Handle i en e-handelsbutik - og fx købe frimærker, postkort og konvolutter

## Ekstern henvisning
ePosthuset.dk Arkiveret 4. september 2018 hos  Wayback Machine